# Травино (Самарская волость)
Травино — деревня в Куркинском районе Тульской области России.
В рамках административно-территориального устройства относится к Самарской волости Куркинского района, в рамках организации местного самоуправления включается в Самарское сельское поселение.

## География
Расположена на реке Птань, на самой границе с Данковским районом Липецкой области, в 11 км к юго-западу от райцентра, посёлка городского типа Куркино, и в 114 км к юго-востоку от областного центра, г. Тулы.

## Население
| 2010 |
| ---- |
| 0    |